# گروه دراکس
گروه دراکس (انگلیسی: Drax Group) شرکت برق بریتانیایی است، که در سال ۲۰۰۵ تأسیس شد.